# Weissport East, Pennsylvania
Weissport East, Pennsylvania (енгл. Weissport East) насељено је место без административног статуса у америчкој савезној држави Пенсилванија.

## Демографија
По попису из 2010. године број становника је 1.624, што је 312 (-16,1%) становника мање него 2000. године.
| Група             | 2000.         | 2010.         |
| Белци             | 1.916 (99,0%) | 1.592 (98,0%) |
| Афроамериканци    | 1 (0,1%)      | 5 (0,3%)      |
| Азијати           | 4 (0,2%)      | 6 (0,4%)      |
| Хиспаноамериканци | 2 (0,1%)      | 17 (1,0%)     |
| Укупно            | 1.936         | 1.624         |